# Oscar Hoppe (Eiskunstläufer)
Oscar Hoppe, auch Oskar Hoppe (* 11. Juni 1886 in Troppau; † 19. Januar 1936 ebenda), war ein deutscher Eiskunstläufer, der erst für das Deutsche Kaiserreich und später für die Tschechoslowakei startete.
Mit Else Lischka gewann er bei der deutschen Eiskunstlaufmeisterschaft 1912 in Berlin die Bronzemedaille und 1914 in Troppau die Goldmedaille im Paarlauf.
Seine spätere Partnerin und Ehefrau war Else Hoppe. Mit ihr gemeinsam bestritt er im Zeitraum von 1925 bis 1931 fünf Weltmeisterschaften. Ihre einzige Medaille errangen sie bei der Weltmeisterschaft 1927 in Wien mit Bronze hinter den beiden österreichischen Paaren Herma Szabó und Ludwig Wrede sowie Lilly Scholz und Otto Kaiser.
Bei ihrer einzigen Europameisterschaftsteilnahme belegten sie 1930 in Wien den siebten und letzten Platz. Er starb am 19. Januar 1936 im Alter von 49 Jahren in Troppau (Opava).

## Ergebnisse

### Paarlauf
(mit Else Hoppe)
| Wettbewerb / Jahr     | 1925 | 1926 | 1927 | 1928 | 1929 | 1930 | 1931 |
| --------------------- | ---- | ---- | ---- | ---- | ---- | ---- | ---- |
| Weltmeisterschaften   | 5.   | 7.   | 3.   |      | 6.   |      | 6.   |
| Europameisterschaften |      |      |      |      |      | 7.   |      |